# نادي فاسكو دا غاما
نادي فاسكو دا غاما للتجديف (بالبرتغالية: Club de Regatas Vasco da Gama) هو نادي كرة قدم من ريو دي جانيرو، البرازيل. يمارس الفريق رياضات أخرى ككرة السلة وألعاب القوى.
تأسس في 21 أغسطس عام 1898 كنادٍ للتجديف (بيد أن فرع كرة القدم لم يبدأ نشاطاته إلا في نهاية عام 1915) بواسطة المهاجرين البرتغاليين، وسمي بهذا الاسم تيمناً بالمستكشف البرتغالي فاسكو دا غاما. لا يزال الفريق يُشجع من قبل الجالية البرتغالية في ريو دي جانيرو.
لونا الفريق هما الأبيض والأسود. من أبرز اللاعبين الذين دافعوا عن ألوانه ديناميتي وروماريو وادموندو وغيرهم حصل على كوبا ليبارتدوس عام 1999 وتأهل إلى كأس العالم للأندية 2000 وخسر أمام مواطنه كورينثيانز في نهائي البطولة.

## وصلات خارجية
- الموقع الرسمي (بالبرتغالية)